# GMC Balayogi Stadium
Il Ganti Mohana Chandra Balayogi Athletic Stadium (telugu: జి. ఎం. సి. బాలయోగి అథ్లెటిక్ స్టేడియం) comunemente soprannominato Gachibowli Athletic Stadium,  è un complesso polisportivo situato a Hyderabad, in India.

## Struttura

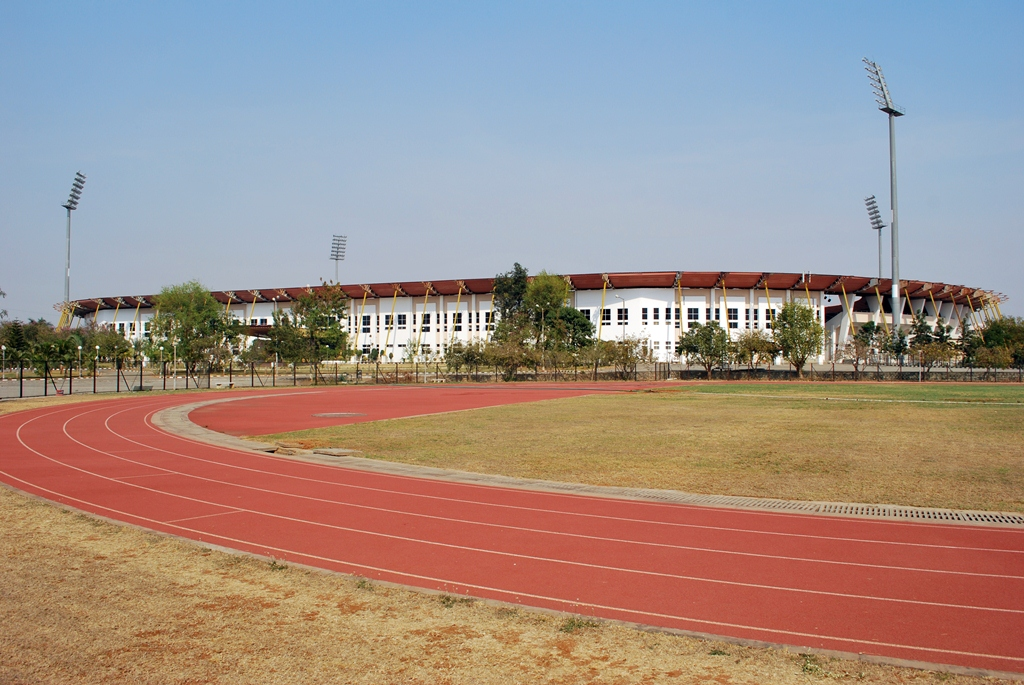
GMC Balayogi Stadium, Gachibowli

Il clou della struttura dello stadio è il tetto a sbalzo che copre le tribune degli spettatori. Il design strutturale semplice ma innovativo consente una campata a sbalzo di 25 m (82 piedi) consentendo agli spettatori una visione senza ostacoli degli eventi sportivi. Gli elementi strutturali diagonali in acciaio giallo agiscono come elementi di tensione per bilanciare le forze del tetto a sbalzo delle tribune degli spettatori. Questi membri non solo si aggiungono all'aspetto esterno, ma aiutano anche a creare un percorso ambulatoriale ben definito lungo lo stadio. Lamiere grecate di colore arancione avvolgono i bordi interni ed esterni delle capriate del tetto. Questo rivestimento economico migliora notevolmente l'aspetto dello stadio.
È uno stadio ultramoderno con pista di atletica sintetica da competizione a otto linee e pista sintetica a 4 corsie per allenamento. Utilizza la più recente illuminazione dell'albero alto per eventi diurni e notturni e offre una visione senza ostacoli a tutti gli spettatori. Lo stadio è stato chiamato in memoria di GMC Balayogi , un presidente in carica di Lok Sabha morto in un incidente aereo.
In questo stadio si sono svolti i Giochi afroasiatici del 2003 . Più di 30.000 persone sono venute ad assistere alla cerimonia di apertura. La cerimonia di apertura è durata circa due ore e quaranta minuti con uno spettacolo laser son-et-lumiere .
Circa 2.800 artisti di Kuchipudi hanno eseguito una danza secolare il 26 dicembre 2010 per guadagnarsi un posto nel Guinness World Records.

## Storia
Il complesso sportivo è stato costruito nel 2002 dal governo di N. Chandrababu Naidu per ospitare i Giochi afroasiatici del 2003.